# Roma Open 2010
Il Roma Open 2010 è stato un torneo professionistico di tennis maschile giocato sulla terra rossa, che faceva parte dell'ATP Challenger Tour 2010. Si è giocato a Roma in Italia dal 19 al 24 aprile 2010.

## Partecipanti

### Teste di serie
| Nazionalità | Giocatore             | Ranking* | Testa di serie |
| ----------- | --------------------- | -------- | -------------- |
| Germania    | Florian Mayer         | 45       | 1              |
| Germania    | Daniel Brands         | 86       | 2              |
| Austria     | Daniel Köllerer       | 93       | 3              |
| Italia      | Paolo Lorenzi         | 101      | 4              |
| Portogallo  | Rui Machado           | 119      | 5              |
| Portogallo  | Frederico Gil         | 121      | 6              |
| Spagna      | Rubén Ramírez Hidalgo | 125      | 7              |
| Giamaica    | Dustin Brown          | 126      | 8              |

- Ranking al 12 aprile 2010.

### Altri partecipanti
Giocatori che hanno ricevuto una wild card:
- Florian Mayer
- Alberto Brizzi
- Mario Ančić
- Matteo Trevisan

Giocatori con uno special exempt:
- Jesse Huta Galung

Giocatori passati dalle qualificazioni:
- Daniele Bracciali
- Andrea Arnaboldi
- Rainer Eitzinger
- Alessio Di Mauro

Giocatori Lucky Loser:
- Francesco Aldi
- Lamine Ouahab
- Artem Smyrnov

## Campioni

### Singolare
Federico Delbonis ha battuto in finale  Florian Mayer con il punteggio di 6–4, 6–3

### Doppio
Mario Ančić /  Ivan Dodig hanno battuto in finale  Juan Pablo Brzezicki /  Rubén Ramírez Hidalgo con il punteggio di 4–6, 7–6(8), [10–4]